# Potez 25
«Потэ» 25 (фр. Potez 25) — французский двухместный многоцелевой биплан, созданный в 1920-х годах, авиастроительной компанией Potez. Модель использовалась как бомбардировщик, истребитель и самолёт-разведчик. В начале 1930-х годов Potez 25 стоял на вооружении 20 ВВС, таких стран как Франция, Польша, СССР и США. Модель создавалась на базе биплана «Потэ» 15, серийно выпускавшегося с 1923-го.

## История создания
В 1923 году авиастроительная компания Potez начала выпускать разведывательный биплан Potez 15, который имел успех. Опираясь на опыт разработки этой модели, Анри Потез начал разработку нового более тяжёлого и быстрого многоцелевого самолёта. Первый прототип Potez XXV или Potez 25 был построен уже в конце 1924 года. Основным различием были новый более мощный двигатель и новая конструкция крыльев. Вместо классического биплана, Potez представили полутораплан, у которого нижнее крыло было значительно меньше верхнего. Модель производилась в двух модификациях: Potez 25A2 — самолёт-разведчик и Potez 25B2 — бомбардировщик-разведчик.
В мае 1925 года прототип был испытан институтом техники и аэронавтики (фр. Service Technique d'Aeronautique), и получил хорошие отзывы за свою маневренность, скорость и надёжность. После испытаний, модель была запущена в серийное производство. Для продвижения нового самолёта за рубежом, в послевоенных(после первой мировой войны) условиях, Potez 25 выдвигался в большое количество гонок. Среди наиболее известных достижений: ралли Европы (7400 км / 4598 миль) и ралли Средиземного моря (6500 км / 4039 миль) были выиграны пилотами на Potez. В 1920-х годах, самолёты серии участвовали в хорошо разрекламированном ралли Париж-Тегеран (13080 км / 8127 миль). В июне 1930 года, Анри Гийоме (фр. Henri Guillaumet) потерпел крушение на самолёте Potez 25 в Андах, во время перевозки авиапочты. Он шел по горам, пока не вышел к деревне через неделю изматывающего пути.
Эти достижения принесли самолёту небывалую популярность и сделали его одним из самых успешных французских самолётов эпохи. Самолёты Potez 25 закупили множество стран для своих ВВС, среди них Франция, Швейцария, Бельгия, Бразилия, Хорватия, Эстония, Эфиопия, Финляндия, Греция, Испания, Япония, Югославия, Польша и Португалия, а также Румыния, Турция и даже СССР. В общей сложности примерно 2500 самолётов были построены во Франции.
Уже в 1925 году Польша купила лицензию на постройку Potez 25 и стала их производить в Podlaska Wytwórnia Samolotów (построено 150 штук) и мастерских Plage i Laśkiewicz (построено 150 штук). В 1928 году первый самолёт, построенный в Польше, был протестирован институтом авиастроения в Варшаве и его конструкция была немного изменена для нужд польских ВВС. Например, были установлены предкрылки. Производство в Польше прекратилось в 1932 году. В общей сложности было произведено 300 самолётов, среди них: самолёты-разведчики большой и малой дальности; и дневные бомбардировщики. Так как двигатель Lorraine-Dietrich 12Eb не поставлялся в Польшу, он был заменён более мощным PZL Bristol Jupiter VIIF, начиная с 1936 года.
Несколько других стран также строили Potez 25 по лицензии.

## Конструкция
Конструктивно Potez 25 являлся двухместным одностоечным бипланом классической схемы, цельнодеревянным с полотняной обшивкой несущих поверхностей. Фюзеляж прямоугольного сечения в плане состоял из четырех лонжеронов, стоек и раскосов. Жесткость конструкции обеспечивалась проволочными расчалками. Носовая часть фюзеляжа обшивалась алюминиевыми листами; хвостовая полотном; центральная часть фюзеляжа имела фанерную обшивку.
Верхнее крыло состояло из двух отъемных консолей и центроплана, который устанавливался на стойках каплевидного сечения. Как верхнее так и нижнее крыло  —  двухлонжеронные. Лонжероны крыла коробчатые, а нервюры ферменного типа, необходимая жёсткость достигалась использованием нескольких пар внутренних расчалок. Стойки бипланной коробки из стальных труб. Прочность и жесткость бипланной коробки обеспечивались лентами-расчалками.
Стабилизатор имел деревянную конструкцию с полотняной обшивкой. Его угол установки можно было менять на земле с целью балансировки самолета. Органы управления самолетом имелись в передней и задней кабинах. Проводка системы управления — тросовая.
Стойки шасси самолета из стальных труб. Ось шасси — неразрезная. Амортизация — резиновые пластины. Костыль деревянный, управляемый, с резиновой шнуровой амортизацией.
На Potez 25 устанавливались различные в зависимости от модификации двигатели водяного охлаждения. Воздушный винт фиксированного шага, деревянный, двухлопастной.
Самолет имел двухкабинную компоновку; в передней кабине размещался пилот и она снабжалась полным комплектом пилотажно-навигационного оборудования. Задняя кабина летчика-наблюдателя имела панель управления сбросом бомб и два спаренных пулемета "Виккерс" на турели. Помимо этого, самолет вооружался еще одним синхронным пулемётом, который был закреплен неподвижно в верхней части фюзеляжа перед кабиной пилота. Бомбовая нагрузка состояла из одной 300-кг бомбы, закреплённой под фюзеляжем, и до десяти мелких бомб на бомбодержателях под нижним крылом. Управление сбросом — электрическое.
Электропитание обеспечивалось аккумуляторной батареей и генераторами, размещённые на нижнем крыле.

## Модификации
- Potez 25: прототип с двигателем Hispano-Suiza 12Ga (W-12).[2]
- Potez 25 A2 — модификация базовой модели, оснащенная двигателем Salmson 18Cmb мощностью 520 л.с., или Lorraine-Dietrich 12Eb. Использовалась как наблюдательный самолёт.
- Potez 25 ET2 — двухместный тренировочный самолёт для промежуточной летной подготовки, оснащенный двигателем Salmson 18Ab мощностью 500 л.с.
- Potez 25 Jupiter — экспортная модификация, производилась по лицензии в Югославии и Португалии, была оснащена двигателем Gnome-Rhone 9Ас Jupiter мощностью 420 л.с. Экспортировалась в Эстонию и Швейцарию.
- Potez 25/5 — серийная модификация, оснащенная V-образным 12-цилиндровым двигателем Renault 12Jb мощностью 500 л.с., с увеличенной площадью руля направления. Произведено 100 экземпляров.
- Potez 25 TOE — серийная модификация, было выпущено 2270 экземпляров, 297 из которых на экспорт.
- Potez 25 GR — модель с двигателем Lorraine-Dietrich, предназначенная для дальних полётов с дополнительным топливным баком.
- Potez 25 M — модификация, оснащенная двигателем Hispano-Suiza. В 1927 году была переделана в моноплан-парасоль для экспорта в Румынию.
- Potez 25 Hispano-Suiza — модель, предназначавшаяся для перевозки особо важных персон. Была оснащена V-образным 12-цилиндровым двигателем Hispano-Suiza 12Lb мощностью 600 л.с.
- Potez 25/4 Farman — разведывательный самолёт с двигателем Farman 12We мощностью 500 л.с., производился для ВВС Франции. Было построено 12 экземпляров.
- Potez 25/35 — модификация с двигателем Lorraine-Dietrich для буксировки мишеней. На вооружении ВМС Франции стояли 12 экземпляров.
- Potez 25/55 — тренировочный самолёт, оснащенный двигателем Lorraine-Dietrich и дублированной системой управления. Было произведено 40 экземпляров.
- Potez 25 O — модель, специально модифицированная для трансатлантических перелетов. Самолёт был оснащен двигателем Gnome-Rhone 9Ac Jupiter, сбрасываемым взлетным шасси и усиленным бесстоечным лыжным шасси для приземления. Было произведено два таких самолёта, один из которых потерпел крушение во время попытки установления рекорда при полёте по замкнутому маршруту в сентябре 1925 г.
- Potez 25 H — базовая модель, модифицированная в качестве гидросамолёта, оснащенная двигателем Gnome-Rhone Jupiter, и поплавками.[1]
- Potez 25 B2-BJ - польская модернизация машины с установкой двигателя PZS Jupiter VII и унификации крепления двигателя с истребителем PZL P.7a. В 1936-1937 годах на авиазаводе LWS до этой модификации было модернизировано 47 машин.

## Тактико-технические характеристики

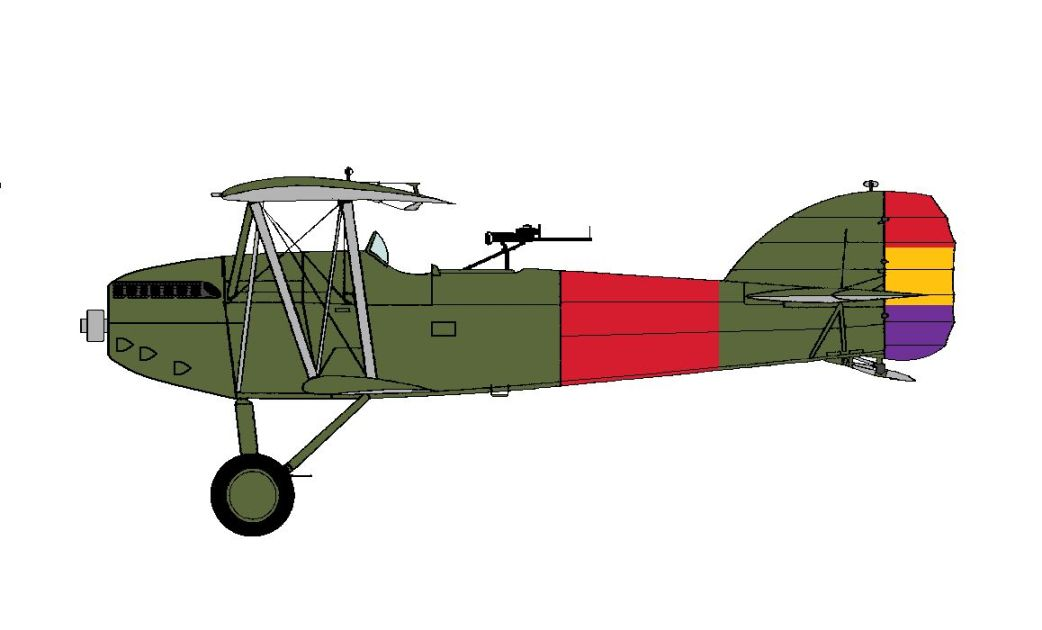
Po 25 в цветах ВВС Испанской Республики

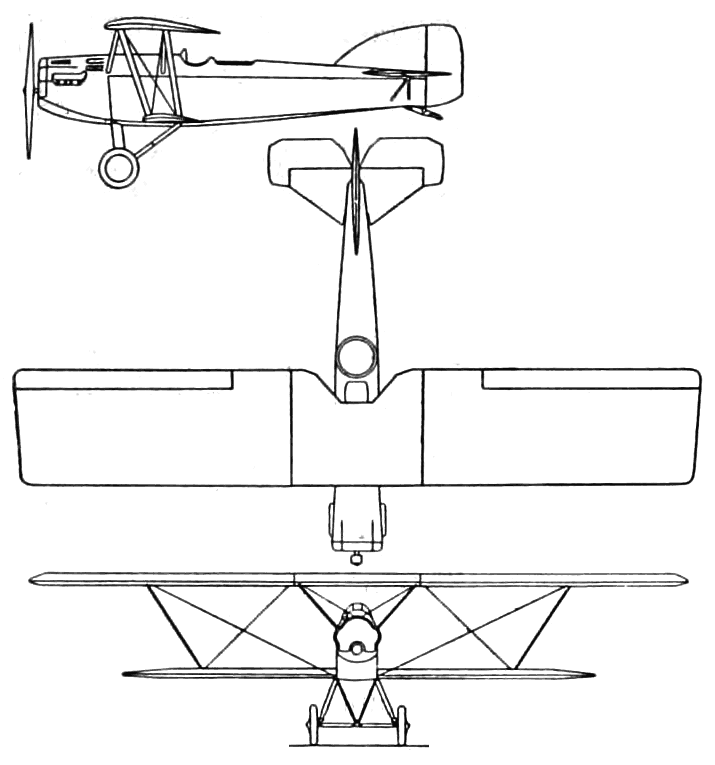
Схема самолёта из журнала Aero Digest за сентябрь 1930 года

## Тактико-технические характеристики[1]
Источник данных: Andrzej Glass: "Polskie konstrukcje lotnicze 1893-1939", WKiŁ, Warsaw 1977

Технические характеристики
- Экипаж: 2 человека
- Грузоподъёмность: 1 068 кг
- Длина: 9,2 м
- Размах крыла: 14,14 м
- Высота: 3,59 м
- Площадь крыла: 51,4 м²
- Масса пустого: 1 490 кг
- Масса снаряжённого: 2 558 кг
- Силовая установка: 1 × воздушный Lorraine-Dietrich
- Мощность двигателей: 1 × 478 (1 × 357)

Лётные характеристики
- Максимальная скорость: 214 км/ч
- Скорость сваливания: 72 км/ч
- Практическая дальность: 600 км
- Практический потолок: 5 500 м
- Скороподъёмность: 3,5 м/c
- Нагрузка на крыло: 49,8 кг/м²
- Тяговооружённость: 0,14 кВт/кг

## Эксплуатанты

### Гражданские
Франция
- Aéropostale
- Авиашкола Кодрон
- Compagnie Francaise d'Aviation
- Авиалиния и авиашкола компании Анрио

### Военные
Франция
- ВВС Франции

 Свободная Франция
- ВВС "Свободной Франции"

 Королевство Афганистан
- ВВС Афганистана: 2 Potez 25 A2 с двигателем Lorraine-Dietrich поставлены в 1928 году[3].

 Бельгия
- Воздушные силы бельгийской армии

 Бразилия
- ВВС Бразилии

 Китайская Республика
- ВВС Китайской Республики[4]
- Фэнтяньская клика[5]
- Сычуаньская клика[6]

 Эфиопия
- Военно-воздушные силы Эфиопии: 3 самолёта.[7][нет в источнике]

 Эстония
- ВВС Эстонии Potez 25 Jupiter (числились до 1940 года).

 Финляндия
- ВВС Финляндии 1 Potez 25 A.2 куплен для испытаний в 1927 году.

 Греция
- Королевские ВВС Греции:[8] Из 23 приобретенных в 1931 году Po 25 A2 к 1940 осталось 17.

 Гватемала
- ВВС Гватемалы: A2, 5 самолётов.

 Японская империя
- ВВС Императорской армии Японии
- ВВС Императорского флота Японии – куплен для испытаний как Potez CXP.

 Парагвай
- ВВС Парагвая: на момент Чакской войны имелось 14 самолётов, 6 Potez 25 A.2 и 8 Potez 25 TOE.

 Польша
- ВВС Польши 16 самолётов куплены во Франции и ещё 300 произведены в Польше по лицензии.

 Португалия
- ВВС Португалии[9]

 Румыния
- Королевские ВВС Румынии

 Вторая Испанская Республика
- ВВС Испанской Республики: Поставка около 20 Potez 25 была отменена после кампании в прессе, проведенной движением Action française[10] в июле 1936 года. Однако осенью того года 8 самолетов уже находились в строю республиканской армии[11].

 Швейцария
- ВВС Швейцарии

 СССР
- ВВС СССР – испытывались 2 самолёта.

 Турция
- ВВС Турции: 1 самолёт модификации A2, служил в 1928 — 1935 гг.[12].

 Уругвай
- ВВС Уругвая

 Королевство Югославия
- Королевские ВВС Югославии: около 200 местного лицензионного выпуска.

 Хорватия
- ВВС НДХ: захваченные из состава ВВС Югославии 42 машины.